# Anastasia mio fratello
Anastasia mio fratello és una pel·lícula italiana del 1973 dirigida per Stefano Vanzina. El títol llarg de la pel·lícula és Anastasia mio fratello ovvero il presunto capo dell'Anonima Assassini.

## Trama
Don Salvatore Anastasia, sacerdot de bon caràcter dal seminari de la seva Tropea natal, a Calàbria, obté un bitllet d'avió a la loteria per anar a visitar el seu germà a Nova York a qui no ha conegut mai, que va emigrar clandestinament als Estats Units fa molts anys.
A la seva arribada a Amèrica, és rebut amb molt de respecte, així com pel seu germà, també per la comunitat italoamericana de Little Italy. Entusiasmat per aquesta benvinguda, decideix romandre com a rector de l'església de Santa Llúcia i restaurar-la el seu esplendor.
Acompanyat per Nova York, el seu cognom, Anastasia, inspira respecte i, sobretot, li obre portes fins aleshores bloquejades: el germà, de fet, és el notori cap de la màfia Albert Anastasia. Després d'informar-se d'una cursa de cavalls clandestins, s'obre una investigació federal i Albert, germà de Don Salvatore, és tancat al centre penitenciari de Sing Sing i condemnat a 10 mesos per evasió fiscal.
Aquí comença el col·lapse de Don Salvatore, que només se'n recuperarà quan el seu germà surti de la presó, però la recuperació serà de curta durada perquè Albert morirà poc després, assassinat en una barberia. A Don Salvatore, atabalat pel dolor de la pèrdua del seu germà, l'únic que queda és embarcar, tristament, i tornar a Itàlia.

## Repartiment
- Alberto Sordi - Don Salvatore Anastasia
- Richard Conte - Albert Anastasia
- Luciano Pigozzi - Pasquale
- Edoardo Faieta - Sonny Boy
- Feodor Chaliapin, Jr. - Frank Costello
- Franco Angrisano - Inspector De Felice

## La crítica
Claudio G. Fava al Corriere Mercantile del 12 d'octubre de 1973 «.. I aquí només servia com a enreixat i com a pretext per oferir a Sordi un personatge entre l'ingenu, el càlid i el poc generós, així com l'actor romà ha anat cercant en aquests darrers anys. Tot i el compromís de la redacció, el guió és deliberadament explotat exclusivament per a Sordi, però està escrit amb bona força professional i es va rodar la pel·lícula amb cura en exteriors nord-americans i es va enriquir amb veus italoamericanes fiables...»

## Estrena i taquilla
La pel·lícula es va estrenar als cinemes el 13 d'agost de 1973. Els ingressos constats fins a 1974 van ser de 1.455.681.000 lliures.